# والی گلد
والی گلد (انگلیسی: Wally Gold؛ ‏ ۱۵ مهٔ ۱۹۲۸ – ۷ ژوئن ۱۹۹۸) ترانه‌پرداز، خواننده و تهیه‌کننده موسیقی و مدیرعامل شرکت تولید موسیقی اهل ایالات متحده آمریکا بود.
او در دوران جنگ جهانی دوم در گروه موسیقی نیروی دریایی ایالات متحده آمریکا ساکسوفون یم نواخت. پس از بازگشت از ژاپن، برای تحصیل به کالجی در دانشگاه بوستون رفت و در آنجا یک گروه موسیقی تشکیل داد. او یکی از نویسندگان ترانه مشهور «حالا یا هرگز» الویس پرسلی بود و ترانه‌های موفقی برای لزلی گور، دوین ادی، جین پیتنی، نت کینگ کول نوشت. مطابق پایگاه داده انجمن آهنگسازان، پدیدآوران و ناشران آمریکا او ۸۱ ترانه سروده‌است.
او از اواسط دههٔ ۱۹۶۰ به استخدام کلمبیا رکوردز درآمد و آلبوم‌هایی برای تونی بنت، جری وال و باربارا استرایسند تهیه کرد. وی در دهه ۱۹۷۰ به ریاست شرکت موسیقی دن کرشنر رسید.
والی گلد پس از بازنشستگی از دنیای موسیقی، مدتی در یک آژانس مسافرتی کار کرد و سرانجام در سن ۷۰ سالگی بر اثر التهاب روده بزرگ درگذشت.